# Antirrhea undulata
Antirrhea undulata är en fjärilsart som beskrevs av Erich Martin Hering och Hopp 1925. Antirrhea undulata ingår i släktet Antirrhea och familjen praktfjärilar. Inga underarter finns listade i Catalogue of Life.